# Henryk Napiórkowski
Henryk Zdzisław Napiórkowski (ur. 1 maja 1935 w Warszawie, zm. 8 maja 2017 w Przasnyszu) – polski prawnik, spółdzielca, samorządowiec i dziennikarz. Pierwszy burmistrz Przasnysza w III RP, sprawował urząd w latach 1990–1994.

## Wykształcenie
Ukończył prawo na Wydziale Prawa i Administracji Uniwersytetu Warszawskiego oraz aplikację prokuratorską.
Odbył podyplomowe studia ekonomiczne na Wydziale Nauk Ekonomicznych UW.

## Działalność zawodowa
Pracował na stanowiskach kierowniczych, kolejno jako dyrektor w Miejskim Handlu Detalicznym w Przasnyszu, w Spółdzielni Pracy Nakładczej w Przasnyszu, w Wojewódzkiej Spółdzielni Pracy w Ostrołęce i w Odzieżowej Spółdzielni Pracy "Dobro Dziecka" w Ostrołęce. W latach 1990–1994 sprawował urząd burmistrza Przasnysza. W latach 1996–2001 był redaktorem naczelnym lokalnego miesięcznika "Ziemia Przasnyska".

## Życie prywatne
Od 1965 r. żonaty z Marią, miał dwoje dzieci i troje wnuków.